# 田宮義雄
田宮 義雄（たみや よしお、1905年（明治38年）5月15日 - 1988年（昭和63年）11月2日）は、模型メーカータミヤの創業者。

## 経歴
- 1905年 静岡県安倍郡豊田村（現在の静岡市駿河区）で出生。
- 1923年 静岡市立商業学校（現・静岡県立静岡商業高等学校）卒業。家業の製茶業を手伝い、製茶技術を習得する。
- 1924年 自動車修理工場に就職。
- 1925年 トラック貨物運送業とタクシー業の認可取得。自動車運送業「田宮自動車商会」を開業する。
- 1926年 乗合自動車業の認可取得。
- 1927年 「田宮バス」を開業する。静岡駅から池田、小鹿、大谷方面への運行を行う。
- 1935年 田宮自動車商会、大型トラック導入。
- 1939年 有限会社合同貨物自動車設立。
- 1942年 田宮バス、静岡電気鉄道（静岡鉄道を経て現在はしずてつジャストライン）に統合。合同貨物自動車、静岡貨物自動車に統合。自動車業界から撤退。
- 1944年 株式会社三和工業設立。軍用機の部品製造を行う。
- 1944年 召集令状が届いたが、直前に右足を怪我したため、身体検査で不合格となり、入隊できず。
- 1945年 静岡大空襲により、事業設備の一切が灰燼と化す。
- 1946年 田宮商事合資会社設立、製材業を始める。
- 1947年 田宮商事、木製模型部門を設ける。
- 1951年 工場が漏電による火災で全焼。
- 1953年 田宮商事、製材業を廃止、木製模型部門と貸しスクーター業の業態となる。
- 1955年 初の動く模型、木製中型戦車発売。人気商品となる。
- 1956年 木製戦艦模型を発売。
- 1960年 プラスチックモデル製造開始。当初は戦艦を発売していたが売れず、木製模型と並行しながら製造した。
- 1961年 「パンサー戦車」がプラスチックモデル移行後初のヒット商品となる。これを契機にプラスチックモデルも売れ始める。
- 1962年 プラスチック形成部門を独立させ、タミヤプラスチック工業株式会社を設立。社長に就任。
- 1962年 プラスチック射出成型機導入。
- 1964年 金型製造部門を設ける。
- 1965年 高性能スロットカーを開発、販売。
- 1968年 タミヤプラスチック工業、新工場完成。
- 1969年 タミヤプラスチック工業、「株式会社田宮模型」に商号変更。
- 1973年 田宮商事、本社社屋とセット工場完成。
- 1974年 田宮模型の会長に就任。
- 1975年 田宮模型、ラジオコントロール戦車M4を発売、エンジン模型工業に進出。
- 1976年 田宮模型、ラジオコントロールカーポルシェ・934ターボを発売。
- 1976年 静岡模型教材協同組合理事長に就任。
- 1976年 勲五等瑞宝章を受章。
- 1978年 タミヤプラスチック株式会社設立。会長に就任。
- 1980年 田宮模型、新社屋竣工。
- 1984年 株式会社タミヤ設立。会長に就任。
- 1985年 田宮商事増築。
- 1988年 死去。

## 著書
- 田宮義雄自叙伝：80余年のあゆみ（田宮商事 1987年 非売品）

経歴の一部をこの書より一部引用

## 家族
- 子 : 田宮俊作 タミヤ代表取締役会長兼代表取締役社長
- 子 : 田宮督夫(1937〜) 元タミヤ宣伝部デザイン室顧問